# Cupertino, California
Cupertino (pronunțat / ,kuːpər'ti noʊː/) este un oraș suburban din comitatul Santa Clara, California.

## Personalități născute aici
- Aaron Eckhart (n. 1968), actor.

## Vezi și
- Efectul Cupertino